# جوشوا فاجنومان
جوشوا فاجنومان (بالألمانية: Josha Vagnoman)‏ (مواليد 11 ديسمبر 2000) هو لاعب كرة قدم ألماني يلعب كمدافع في نادي هامبورغ.

## روابط خارجية
- جوشوا فاجنومان على موقع الاتحاد الأوربي (الإنجليزية)
- جوشوا فاجنومان على موقع إي إس بي إن إف سي (الإنجليزية)
- جوشوا فاجنومان على موقع قاعدة بيانات كرة القدم.إي يو (الإنجليزية)
- جوشوا فاجنومان على موقع Soccerbase.com (لاعب) (الإنجليزية)
- جوشوا فاجنومان على موقع Soccerway.com (الإنجليزية)
- جوشوا فاجنومان على موقع عالم كرة القدم.نت (الإنجليزية)